# Dobsonville Stadium
Das Dobsonville Stadium, auch bekannt als Volkswagen Dobsonville Stadium oder als Dobsie Stadium, ist ein Fußballstadion in Dobsonville, Soweto, City of Johannesburg Metropolitan Municipality, Gauteng, Südafrika. Es wird meistens für Fußballspiele verwendet, ist aber auch mit einer Tartanbahn ausgestattet. Es ist das Heimstadion der Moroka Swallows, einem Fußballverein, der bis zu seinem Abstieg in der Saison 2014/15 in der Premier Soccer League spielte. Das Stadion war auch als Trainingsplatz für die Fußball-Weltmeisterschaft 2010 zugelassen, nachdem man es 2009 renoviert hatte und es so den FIFA-Standards entsprach.